# Jörg Heidelberger
Jörg Heidelberger (* 5. Dezember 1942 in Berlin; † 12. Juni 2015 in Grünstadt) war ein deutscher evangelischer Pfarrer und Politiker der SPD.

## Leben
Heidelberger wurde als Sohn eines Buchhändlers geboren. Nach dem Schulbesuch absolvierte er ein Studium der evangelischer Theologie an den Universitäten in Berlin, Mainz und Heidelberg. Er legte sein erstes und zweites Examen bei der Pfälzischen Landeskirche ab und ließ sich zum Pfarrer ausbilden. Von 1969 bis 1972 war er Vikar in Ludwigshafen am Rhein und  von 1972 bis 1975 Pfarrer in Römerberg. Eine Zeit lang hatte er die Pfarrstelle in Mechtersheim inne.
Von 1975 bis 1979 gehörte Heidelberger dem Landtag von Rheinland-Pfalz als Abgeordneter an, wo er im Rechtsausschuss aktiv war.
Jörg Heidelberger war seit 1966 verheiratet und hatte zwei Söhne.